# Luka Rakuša
Luka Rakuša (Maribor, 1 mei 1985) is een Sloveens wielrenner. Hij is professional sinds 2008. 

## Erelijst
2007
- Vojvodina MTB Trophy

2010
- VN Kroz Vojvodinu National